# Hämeenkyrö
Hämeenkyrö (Tavastkyro en idioma sueco) es un municipio de Finlandia, ubicado en la provincia de Finlandia Occidental, parte de la región de Pirkanmaa. 
Hämeenkyrö tiene una población de 10 524 habitantes, de los que alrededor de 6500 son población urbana. El sector de servicios ocupa a más del 50% de dicha población, la industria al 40% y la agricultura y la silvicultura al resto.
El área del municipio es de 505.10 km², de los cuales 41.34 km² es agua. 
La superficie cultivada es de alrededor de 10000 hectáreas, mientras que la superficie forestal asciende de 32000 hectáreas.
Si bien la ciudad tiene una antigüedad de unos 700 años, su desarrollo reciente siguió a la expansión de la cercana ciudad de Tampere, también en la provincia de Pirkanmaa, cuya población actual alcanza los 500 000 habitantes.
Con una planta de 600 personas, el principal empleador es el mismo municipio, responsable del cuidado de los niños, la educación, los servicios de salud y de atención a discapacitados y los servicios públicos esenciales. Algunas empresas son M-Real (papel), Metsäliitto (madera), Kyrel Oy (electrónica), Pekka Kynnös Oy (construcción) y Mattilan Säiliö Oy (recipientes).
Los «lagos azules, verdes campos y colinas con densos bosques crearon un rico y variado entorno que se ha convertido en uno de los más valiosos paisajes de Finlandia».
Los rápidos del Kyröskoski, identificados por algunos con el Hämeen Hälläpyörä del Kalevala, son otra de las atracciones naturales del municipio.
En la ciudad la principal atracción turística es la iglesia, com más de 225 años de antigüedad. Frente a la misma puede verse un almacén de granos que servía como reserva de alimentos de la población durante los períodos de hambruna.
El escritor Frans Eemil Sillanpää (1888 - 1964) primer y único finlandés en obtener el Premio Nobel de Literatura nació en Myllykolu, municipio de Hämeenkyrö. Sillanpää se hizo acreedor del premio en 1939 «por su profundo conocimiento de los campesinos de su país y el arte exquisito con el que ha retratado su forma de vida y su relación con la Naturaleza».
Otros ciudadanos ilustres de Hämeenkyrö son el ministro y militar Arvo Pentti (1915-1986), condecorado con la Cruz de Mannerheim, y el atleta Paavo Yrjölä (1902-1980), ganador de la medalla de oro en Decatlón en los Juegos Olímpicos de Ámsterdam 1928.